# Xie Zhongbo
Dans ce nom chinois, le nom de famille, Xie, précède le nom personnel.
Xie Zhongbo, né le 22 mai 1985 dans la province du Hunan, est un joueur de badminton chinois.
Il a eu plus de succès en double mixte avec Zhang Yawen. En 2005 à Anaheim, il est médaillé d'argent mondial.
Il a remporté deux titres de la Thomas Cup en 2006 et 2008. Il a pris sa retraite en janvier 2010.